# Witold Trubicki
Witold Trubicki (ur. 17 grudnia 1890 w Wilnie, zm. 16 kwietnia 1943) – major piechoty Wojska Polskiego, kawaler Orderu Virtuti Militari.

## Życiorys
Urodzony 17 grudnia 1890 w Wilnie jako syn Józefa i Heleny z d. Zebrowskiej. Do Wojska Polskiego został przyjęty z byłych Korpusów Wschodnich i byłej armii rosyjskiej. Służył w 85 Pułku Strzelców Wileńskich. 3 maja 1922 został zweryfikowany w stopniu kapitana ze starszeństwem z 1 czerwca 1919 i 1150. lokatą w korpusie oficerów piechoty. Później został przeniesiony do 34 Pułku Piechoty w Białej Podlaskiej. Z dniem 5 października 1924 został przeniesiony do Korpusu Ochrony Pogranicza. 2 kwietnia 1929 został mianowany majorem ze starszeństwem z 1 stycznia 1929 i 12. lokatą w korpusie oficerów piechoty. W lipcu tego roku został przeniesiony z KOP do 20 Pułku Piechoty w Krakowie na stanowisko kwatermistrza. W październiku 1931 został przeniesiony do 2 Pułku Piechoty Legionów w Sandomierzu na stanowisko dowódcy batalionu. W listopadzie 1932 został zwolniony z zajmowanego stanowiska i oddany do dyspozycji dowódcy Okręgu Korpusu Nr X, a z dniem 30 kwietnia 1933 przeniesiony w stan spoczynku.

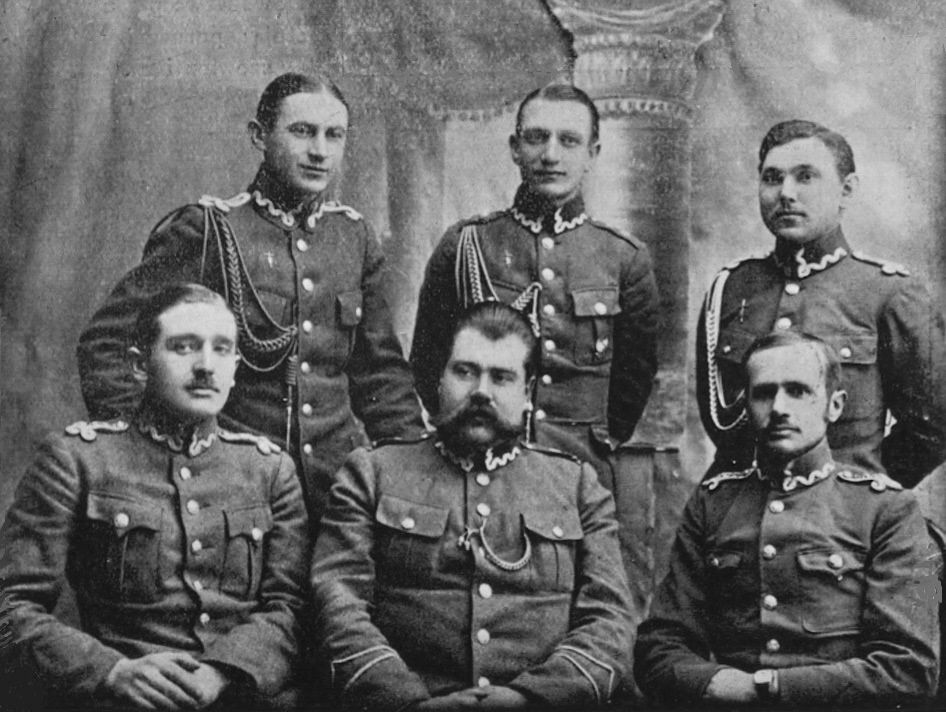
Major Stanisław Bobiatyński z dowódcami batalionów Wileńskiego Pułku Strzelców: kpt. Władysławem Wojtkiewiczem i kpt. Ryszardem Downar-Zapolskim. Stoją adiutanci: por. Witold Trubicki, ppor. Piotr Parfianowicz i ppor. Władysław Mackiewicz.

Pochowany na cmentarzu Na Rossie w Wilnie (Stara Rossa, sektor 07-c-008).

## Ordery i odznaczenia
- Krzyż Srebrny Orderu Wojskowego Virtuti Militari nr 4161[19]
- Krzyż Walecznych (trzykrotnie)[6][20]
- Medal Niepodległości (16 marca 1937)[21]
- Krzyż Zasługi Wojsk Litwy Środkowej (3 marca 1926)[22]